# Xylotrechus tanoni
Xylotrechus tanoni là một loài bọ cánh cứng trong họ Cerambycidae.